# Bulgarije
De Republiek Bulgarije (Bulgaars: Република България, Repoeblika Balgarija) is een republiek in Zuidoost-Europa, gelegen in het oosten van het Balkanschiereiland en ten zuiden van de rivier de Donau. Bulgarije grenst in het noorden aan Roemenië, in het westen aan Servië en Noord-Macedonië en in het zuiden aan Griekenland en Turkije. Het land trad op 1 januari 2007 toe als lid van de Europese Unie en is verder lid van onder andere de Noord-Atlantische Verdragsorganisatie en de Verenigde Naties.
Bulgarije heeft een bevolking van 6.966.899 (2020) en een oppervlakte van 110.900 km². Sofia is de hoofdstad en met ruim 1 miljoen inwoners de grootste stad van het land. Andere belangrijke steden zijn Varna en Boergas (de belangrijkste havens van Bulgarije aan de Zwarte Zee), Plovdiv en Roese.

## Geschiedenis

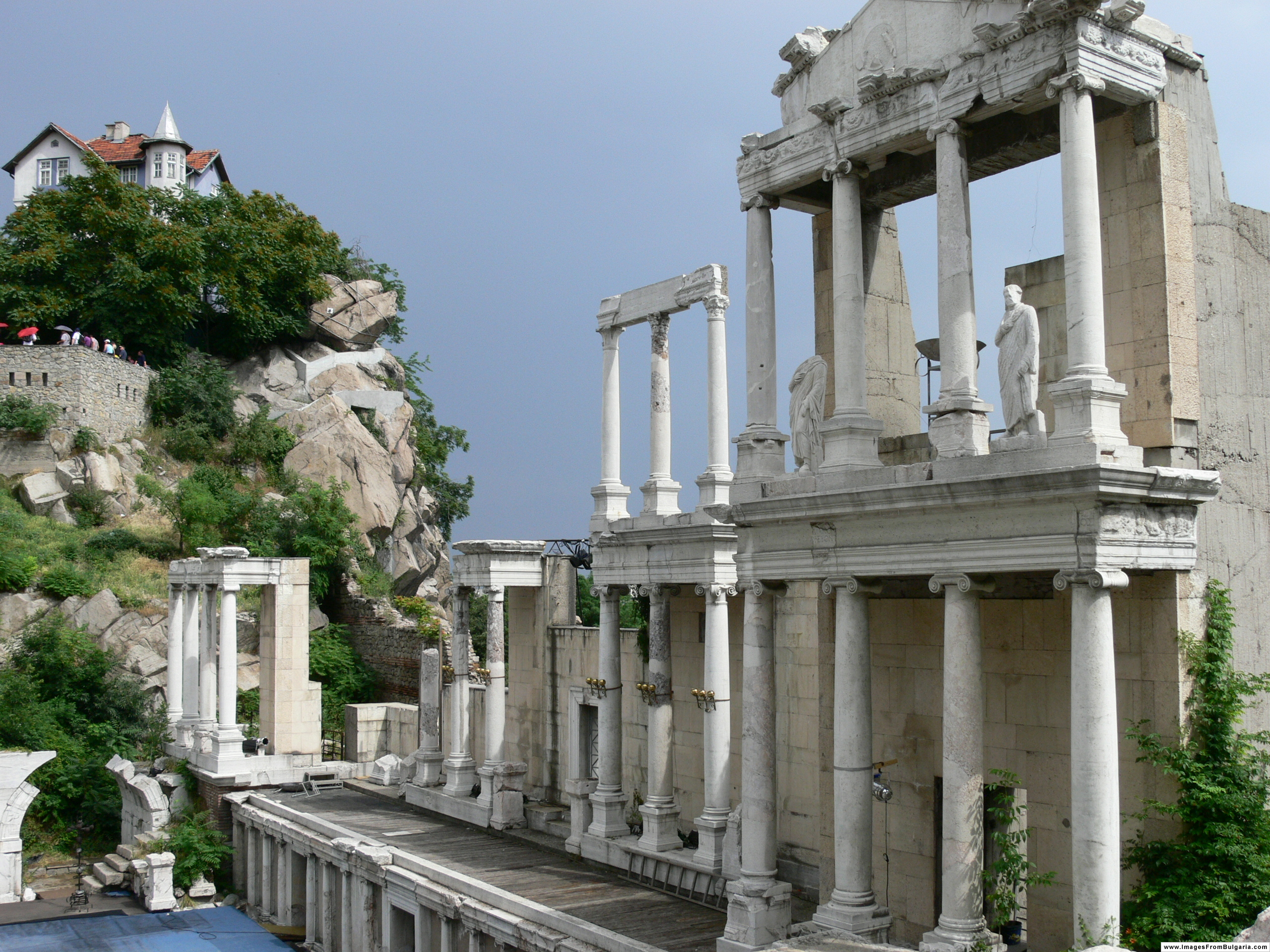
Het Romeinse theater in Plovdiv

Een beknopt overzicht van belangrijke perioden in de Bulgaarse geschiedenis:
- 681-1018 Eerste Bulgaarse Rijk
- 1018-1185 deel van het Byzantijnse Rijk
- 1185-1396 Tweede Bulgaarse Rijk
- 1396-1878/1908 deel van het Ottomaanse Rijk.

Na de ondergang van hun Groot-Bulgaarse Rijk vestigden zich Proto-Bulgaren (прабългари), een aan de Turken verwant volk uit Centraal-Azië, zich in het huidige Bulgarije en vormden daar in de zevende eeuw het Eerste Bulgaarse Rijk onder leiding van khan Asparoech. Na verloop van tijd namen de Bulgaren de taal van de reeds aanwezige Zuid-Slavische bevolking over.
In de veertiende eeuw werd het land veroverd door het Ottomaanse Rijk. Tussen 1762 en totstandkoming van de onafhankelijkheid in 1878 was er sprake van de Bulgaarse Nationale Herleving. Op 3 maart 1878 herkreeg Bulgarije zijn zelfbestuur als zelfstandig vorstendom binnen het Ottomaanse Rijk, en op 22 september 1908 werd het een volledig onafhankelijk koninkrijk. Het won gebied in de Balkanoorlogen en verloor gebied als gevolg van de Eerste Wereldoorlog.
In de Tweede Wereldoorlog koos Bulgarije de zijde van Duitsland onder Hitler. Na de Tweede Wereldoorlog kwam Bulgarije in de invloedssfeer van de Sovjet-Unie en werd het een communistische volksrepubliek. In 1989 vluchtten honderdduizenden etnische Turken en Pomaken naar Turkije - dat de grenzen had geopend - vanwege de zware repressieve houding van de Bulgaarse regering tegenover de islamitische minderheden. Zo waren Turkse namen al sinds 1984 verboden en werden steeds meer moskeeën gesloten.
Na een paleiscoup door de minister van Buitenlandse Zaken later in 1989 werd het land een democratische meerpartijenstaat en kon het zich langzaam richting de Europese Unie (EU) bewegen. Ook werden toen de repressieve maatregelen tegen islamitische minderheden opgeschort.
Op 7 mei 1992 werd Bulgarije lid van de Raad van Europa en daarmee van de OVSE. Het land werd op 29 maart 2004 officieel lid van de NAVO en op 1 januari 2007 trad het ook toe tot de Europese Unie, nadat het eerst in 2004 de boot van de grote uitbreiding van de EU had gemist. Het associatieverdrag werd op 25 april 2005 ondertekend.

## Geografie

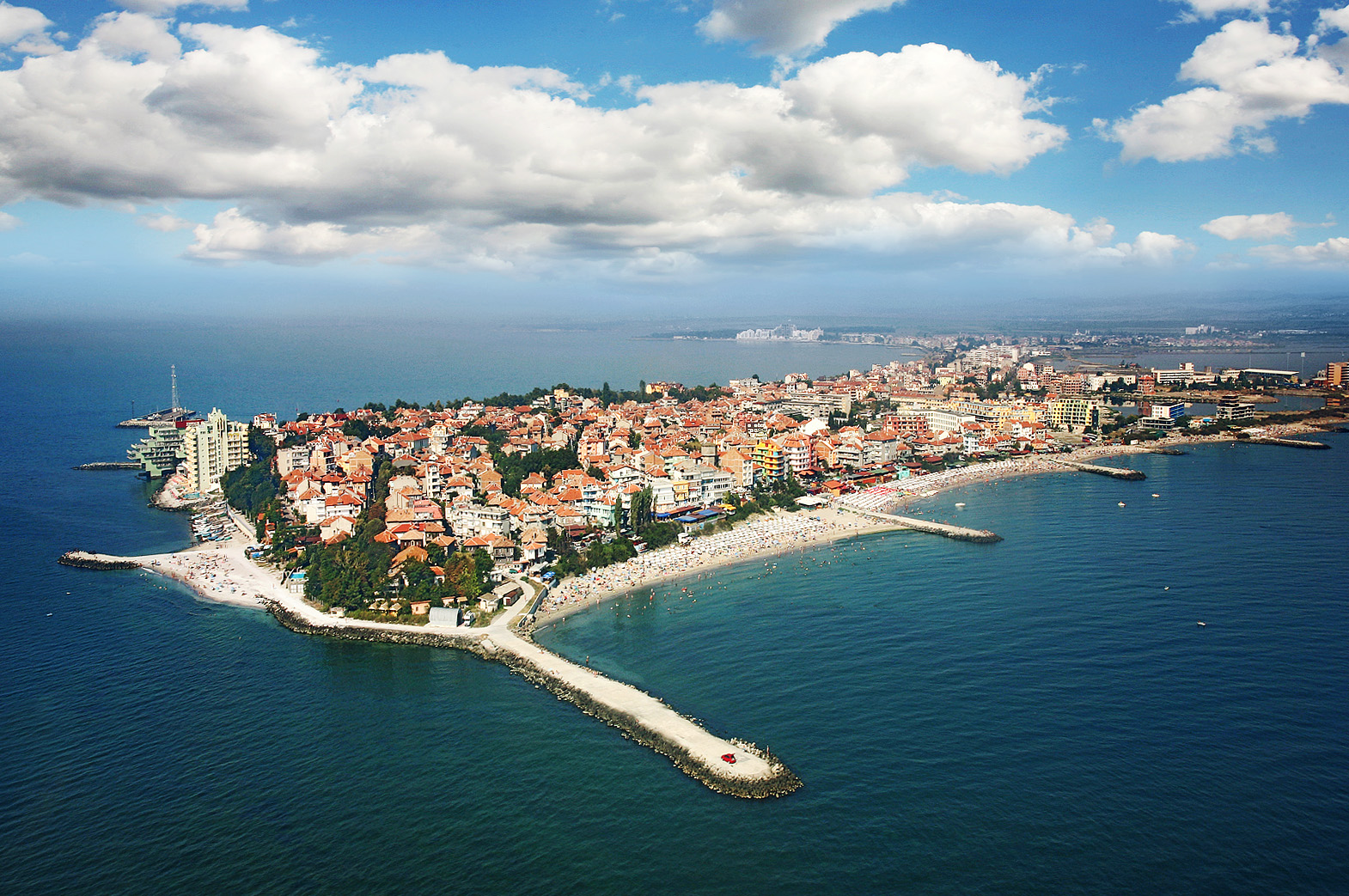
Pomorie

Bulgarije heeft in het oosten 378 km kustlijn aan de Zwarte Zee. Verder wordt het land begrensd door Roemenië in het noorden (608 km), door Servië (318 km) en Noord-Macedonië (148 km) in het westen, door Griekenland (494 km) in het zuiden en door Europees-Turkije (240 km) in het zuidoosten.

### Landschappen en streken
Van west naar oost loopt het Balkangebergte door het midden van Bulgarije. Tussen de Balkan en de Donau ligt een vruchtbaar plateau. Dit vlakke gebied in het noordoosten van het land heet de Dobroedzja en loopt door in Roemenië. De Donau vormt het grootste deel van de noordelijke grens.
In het zuiden ligt het Rodopegebergte. Verder zijn er in het westen de Rila met het hoogste punt van Bulgarije (en het Balkanschiereiland), de berg Moesala (2925 m), en in het zuidwesten de Pirin met als hoogste berg de Vichren (2914 m).
Tussen de Balkan en het Rodopegebergte is het Bulgaarse landschap vlak. Het zuidoosten van Bulgarije wordt Thracië genoemd, naar de Thraciërs die er in de oudheid woonden. De stad Plovdiv ligt in de Thracische vlakte. Deze streek zet zich ten zuiden van Bulgarije voort in Griekenland en Turkije.
De Donau, de Iskar, de Maritsa en de Strymon zijn de belangrijkste rivieren. Het noorden en oosten van het land wateren, al dan niet via de Donau, af op de Zwarte Zee. De Maritsa en de Struma en hun zijrivieren wateren af op de Egeïsche Zee.
Bulgarije telt 3 nationale parken en een tiental natuurparken.

### Klimaat
Bulgarije heeft een Midden-Europees landklimaat met warme zomers en koude winters. Ten zuiden van het Balkangebergte heerst een zachter klimaat met mediterrane kenmerken.
De gemiddelde temperatuur op een zomerdag ligt in het binnenland rond de 24 °C. Juli en augustus zijn de warmste maanden van het jaar. Het is dan gemiddeld circa 27 °C warm; langs de Zwarte Zeekust lopen de temperaturen op tot 30 °C.
De neerslag bedraagt gemiddeld 600 mm per jaar, maar in de bergen valt vaak meer dan 1000 mm per jaar, vaak in de vorm van sneeuw. De meeste regen valt op veel plekken in de zomer, maar in het zuiden is dit in de herfst.

## Bevolking
Bij de eerste volkstelling van het Vorstendom Bulgarije in 1880 werden ruim 2 miljoen inwoners geteld. In 1887, kort nadat Oost-Roemelië, onder controle van het Vorstendom Bulgarije kwam, werden ongeveer 3,15 miljoen inwoners geregistreerd. In 1910, twee jaar nadat het Koninkrijk Bulgarije werd uitgeroepen, telde Bulgarije 4,33 miljoen inwoners. In 1946 werd de monarchie afgeschaft en werd de volksrepubliek Bulgarije gevormd met ruim 7 miljoen inwoners. Nadien groeide de bevolking langzaam maar geleidelijk verder door natuurlijke aanwas. Bulgarije registreerde in 1950 ongeveer 180.000 geboortes en 75.000 sterftes, waarmee de natuurlijke aanwas uitkwam op 105.000 personen. Het geboorte- en sterftecijfer schommelde in de jaren '50 respectievelijk rond de 25‰ en 10‰. In 1985 bereikte de Bulgaarse bevolking een piek met 8.948.649 mensen. De bevolking van het land neemt al vanaf het midden van de jaren 80 af, wat na de val van het communisme versnelde en op den duur leidde tot een zogenaamde ’demografische crisis’. Het geboortecijfer is al jarenlang laag, terwijl het sterftecijfer voor Europese begrippen relatief hoog is. In de volkstelling van 2021 telde Bulgarije 6,52 miljoen inwoners, een daling van 844.000 personen (-11,5%) ten opzichte van 7,36 miljoen in 2011. In 2021 werden ongeveer 58.500 geboortes en 150.000 sterftes geregistreerd, wat resulteerde in een natuurlijke bevolkingsafname van ruim 90.000 personen. Bulgarije en Letland zijn de enige twee landen ter wereld die in het begin van de 21e eeuw minder inwoners tellen dan in 1950.
| Jaar               | 1887      | 1900      | 1920      | 1934      | 1946      | 1956      | 1965      | 1975      | 1985      | 1992      | 2001      | 2011      | 2021      |
| ------------------ | --------- | --------- | --------- | --------- | --------- | --------- | --------- | --------- | --------- | --------- | --------- | --------- | --------- |
| Urbaan             | 593.547   | 742.435   | 966.375   | 1.302.551 | 1.735.188 | 2.556.071 | 3.822.824 | 5.061.087 | 5.799.939 | 5.704.552 | 5.474.534 | 5.339.001 | 4.843.175 |
| Ruraal             | 2.560.828 | 3.001.848 | 3.880.596 | 4.775.388 | 5.294.161 | 5.057.638 | 4.405.042 | 3.666.684 | 3.148.710 | 2.782.765 | 2.454.367 | 2.025.569 | 1.677.139 |
| Bulgarije (totaal) | 3.154.375 | 3.744.283 | 4.846.971 | 6.077.939 | 7.029.349 | 7.629.254 | 8.227.966 | 8.727.771 | 8.948.649 | 8.487.317 | 7.932.984 | 7.364.570 | 6.520.314 |

Het gemiddeld aantal kinderen per vrouw is de afgelopen eeuw sterk afgenomen. Het vruchtbaarheidscijfer daalde van 5,83 kinderen per vrouw in 1905 naar 1,58 kinderen per vrouw in 2021. Deze daling vindt vooral plaats onder de etnische Bulgaren en Turken, aangezien de Roma nog relatief hoge geboorte- en vruchtbaarheidscijfers hebben. Volgens Eurostat is de gemiddelde leeftijd waarop Bulgaarse vrouwen in 2019 hun eerste kind krijgen 26,3 jaar, wat ongeveer 3 jaar jonger is dan het gemiddelde voor de rest van de Europese Unie. De gemiddelde leeftijd waarop vrouwen hun eerste kind krijgen stijgt net als in de rest van de wereld ook in Bulgarije - in 2001 was dit nog 23,7 jaar. Desalniettemin heeft Bulgarije het hoogste aandeel tienermoeders in de Europese Unie.

### Etniciteit

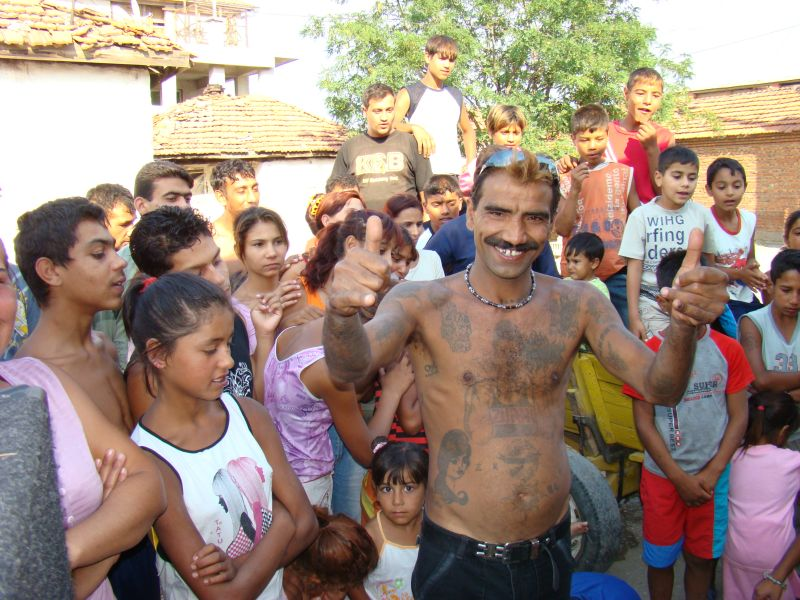
Roma in de wijk 'Nadezjda' in Sliven

De meeste inwoners van Bulgarije zijn etnische Bulgaren. In de volkstelling van 2011 identificeerden 5,7 miljoen personen zichzelf als etnische Bulgaren, oftewel 84,8 procent van de ondervraagde personen. Er is een aanzienlijke minderheid van ongeveer 600.000 Bulgaarse Turken (8,8 procent), voornamelijk in de oblasten Kardzjali en Razgrad, maar ook in overige oblasten in de regio Deliorman. De derde bevolkingsgroep vormen de Roma met ruim 325.000 personen, oftewel 4,9 procent van de bevolking. Het aantal Roma is hoogstwaarschijnlijk onderschat omdat de volkstellingen van het Nationaal Statistisch Instituut op zelfidentificatie van de respondenten is gebaseerd en veel Roma uit angst voor antiziganisme een andere afkomst opgeven.
Naast de bovengenoemde drie belangrijkste etnische bevolkingsgroepen wonen er tevens kleinere groepen Russen (0,2 procent), Armeniërs (0,1 procent), Krim-Tataren, Sarakatsani, Joden en Macedoniërs. Bulgarije, met zijn historische claims in Macedonië, beschouwt de Macedoniërs niet als een aparte bevolkingsgroep en ziet hun sterk aan het Bulgaars verwante taal als een Bulgaars dialect. De laatste groep woont hoofdzakelijk in oblast Blagoëvgrad.

#### Religie

Alexander Nevski-kathedraal in Sofia

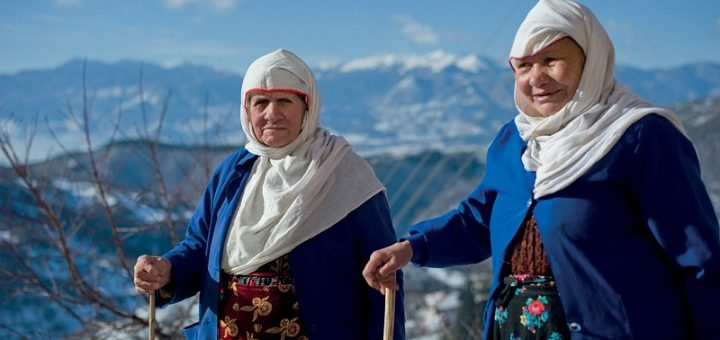
Bulgaarse moslimvrouwen

Bulgarije is traditioneel gezien een christelijk land. Onder leiding van Boris I van Bulgarije werd Bulgarije in de negende eeuw gekerstend. Volgens de volkstelling van 2011 verklaarde zo'n 77,9% van de bevolking christelijk te zijn, een daling ten opzichte van 83,9% in 2001. De grootste denominatie is de orthodoxe kerk en met name de Bulgaars-Orthodoxe Kerk. In 2011 gaf 76% van de bevolking aan lid van deze kerk te zijn. Zo'n 0,8% van de bevolking is rooms-katholiek, oftewel 50.000 personen. De meeste katholieken wonen in oblast Plovdiv en met name in de gemeente Rakovski.
Het protestantisme is de snelstgroeiende religie in Bulgarije. In minder dan twintig jaar tijd, tussen 1992 en 2011, is het aantal protestanten bijna verdrievoudigd. De volkstelling van 1992 telde 21.878 protestanten. Dat aantal verdubbelde naar 42.308 volgens de volkstelling van 2001 en vervolgens groeide dat aantal verder naar 64.476 in de volkstelling van 2011. De groei van het protestantisme is vooral te danken aan de massale bekering van de etnische Roma tot het pentecostalisme, in volksmond ook wel de zogenaamde 'zigeunerkerken' genoemd. Er is zo'n 1,1% van de bevolking lid van een van de verschillende protestantse denominaties. De protestanten wonen verspreid over het hele land.
De islam arriveerde in de veertiende eeuw ten gevolge van de Ottomaanse overheersing. Bulgarije heeft een van de grootste moslimpopulaties van Europa en de grootste moslimminderheid in de Europese Unie. In de volkstelling van 2011 verklaarde 10,1% van de bevolking moslim te zijn. De meeste moslims behoren tot de Turkse minderheid, maar er bestaat ook een grote gemeenschap van geïslamiseerde Bulgaren (de zogenaamde 'Pomaken') en Roma. In twee oblasten vormen moslims zelfs een meerderheid: Kardzjali (70%) en Razgrad (51%). Er woont tevens ook een grote islamitische minderheid in de oblasten Smoljan (40%), Targovisjte (38%), Silistra (38%) en Sjoemen (34%).
Er woont een kleine joodse gemeenschap van 706 mensen in 2011, nagenoeg allemaal woonachtig in de stad Sofia. Voor de Tweede Wereldoorlog leefden er bijna 50.000 joden in Bulgarije.
Slechts een klein deel van de bevolking praktiseert zijn religie. Onder het communistisch regime is de invloed van religie enorm gedaald. Het zondagse kerkbezoek onder christenen schommelt rond de 5% tot 10%. In de volkstelling van 2011 gaf zo'n 22% geen antwoord op de vraag welk geloof ze aanhangen, terwijl ruim 9% aangaf atheïstisch of agnostisch te zijn.

#### Taal
De officiële taal van het land is het Bulgaars, dat met het cyrillische alfabet wordt geschreven. Minderheden spreken Turks en Romani.

#### Urbanisatie

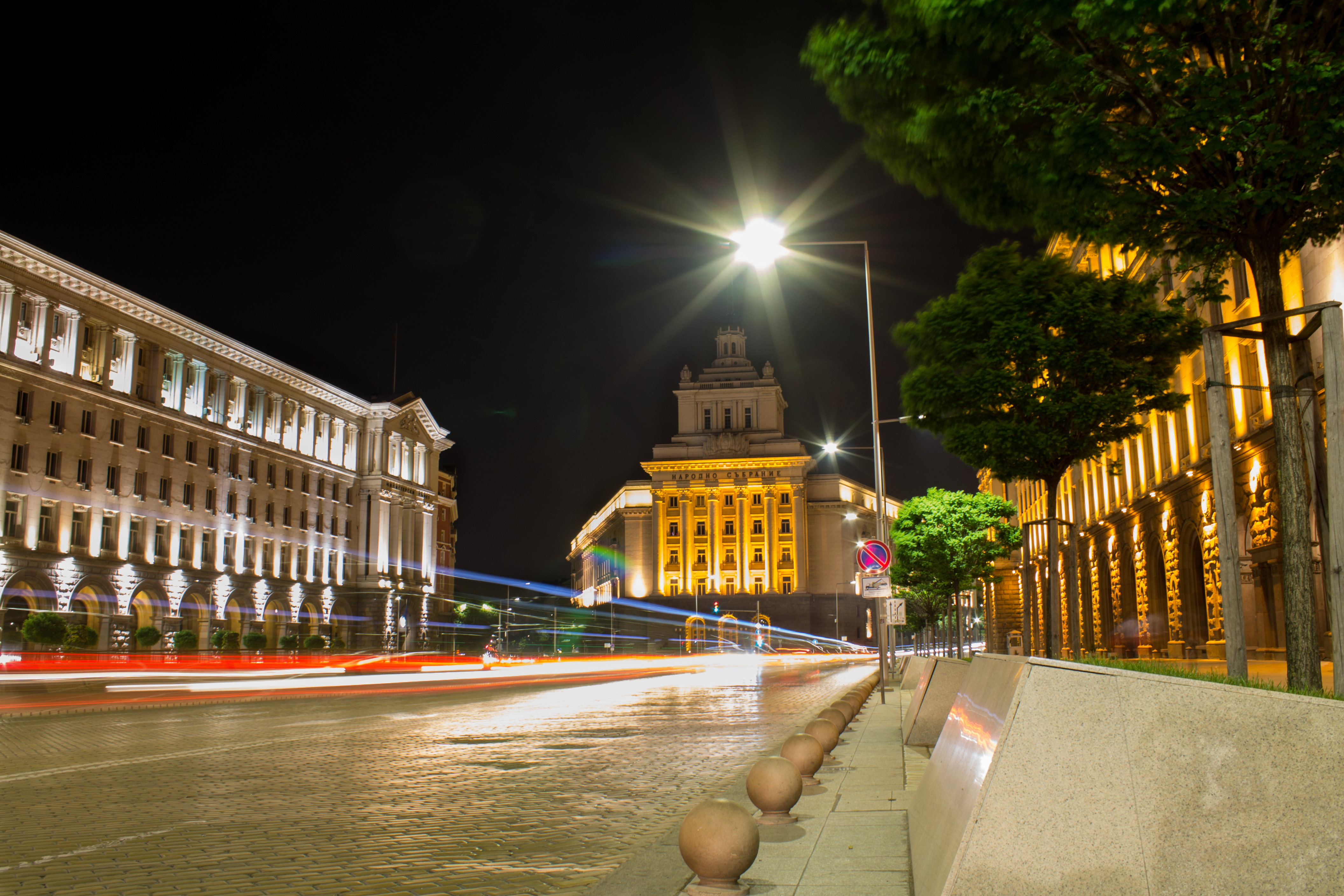
Sofia, naast de hoofdstad ook de stad met de meeste inwoners van Bulgarije

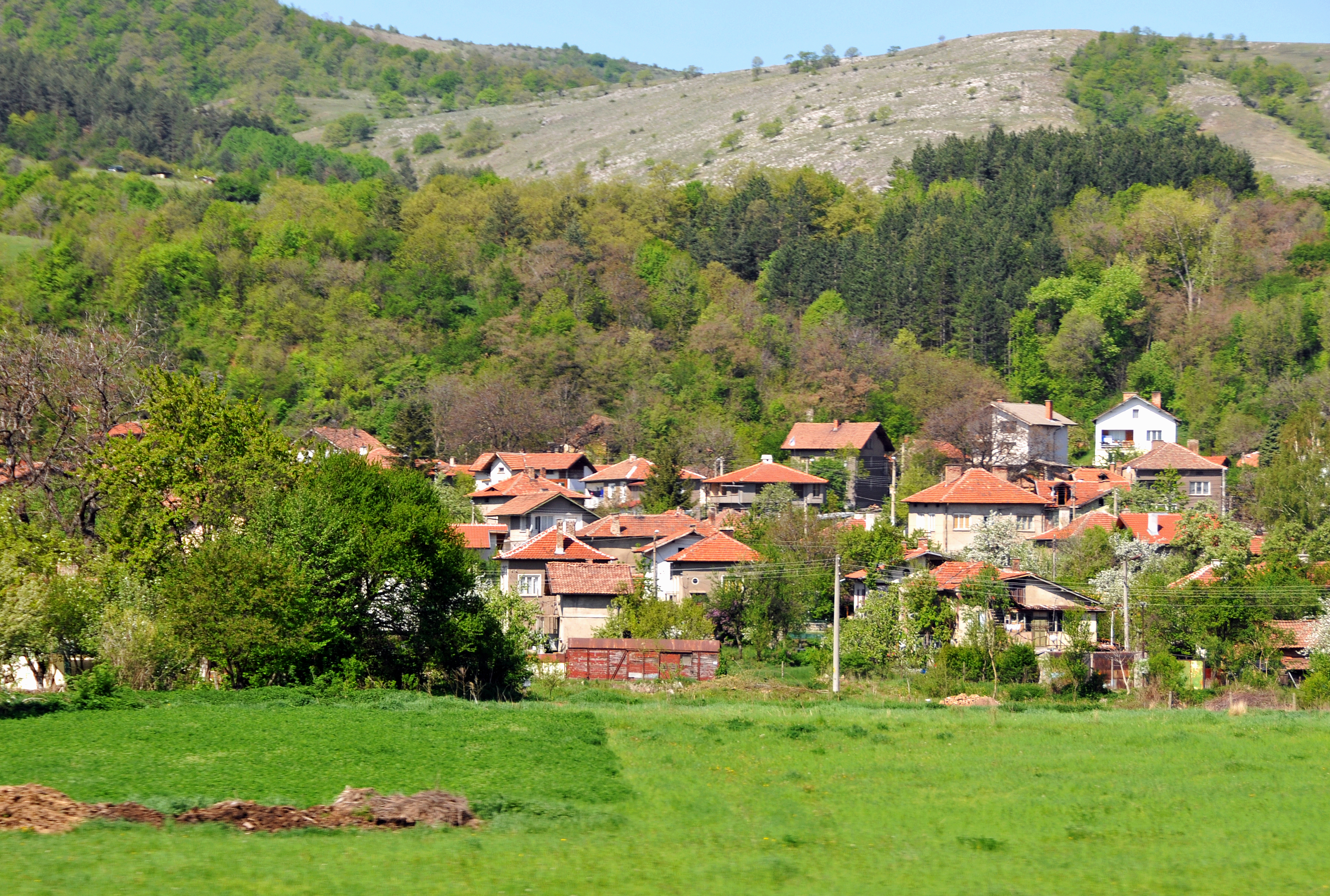
Dragodan, een van de vele dorpen in Bulgarije

Bulgarije was traditioneel gezien een landbouwstaat met een lage urbanisatiegraad van 20% tot 25% in de eerste helft van de twintigste eeuw. Tijdens de communistische periode begon de bevolking in een snel tempo te verstedelijken. In 2021 telde het land 5.257 onafhankelijke nederzettingen, waarvan 257 steden en 5.000 dorpen, met respectievelijk 4,843 miljoen en 1,677 miljoen inwoners. De grootste stad is Sofia met circa 1,2 miljoen inwoners, gevolgd door Plovdiv, Boergas en Varna. De kleinste stad is Melnik met slechts 161 inwoners. Het grootste dorp in Bulgarije is Lozen met ruim 6.000 inwoners, waarmee het groter is dan 145 steden in het land. Andere grote dorpen in Bulgarije zijn Ajdemir, Bistritsa, Draginovo, Kazitsjene, Rozino en Gradets met elk afzonderlijk tussen de 4.000 en 5.500 inwoners.

## Economie

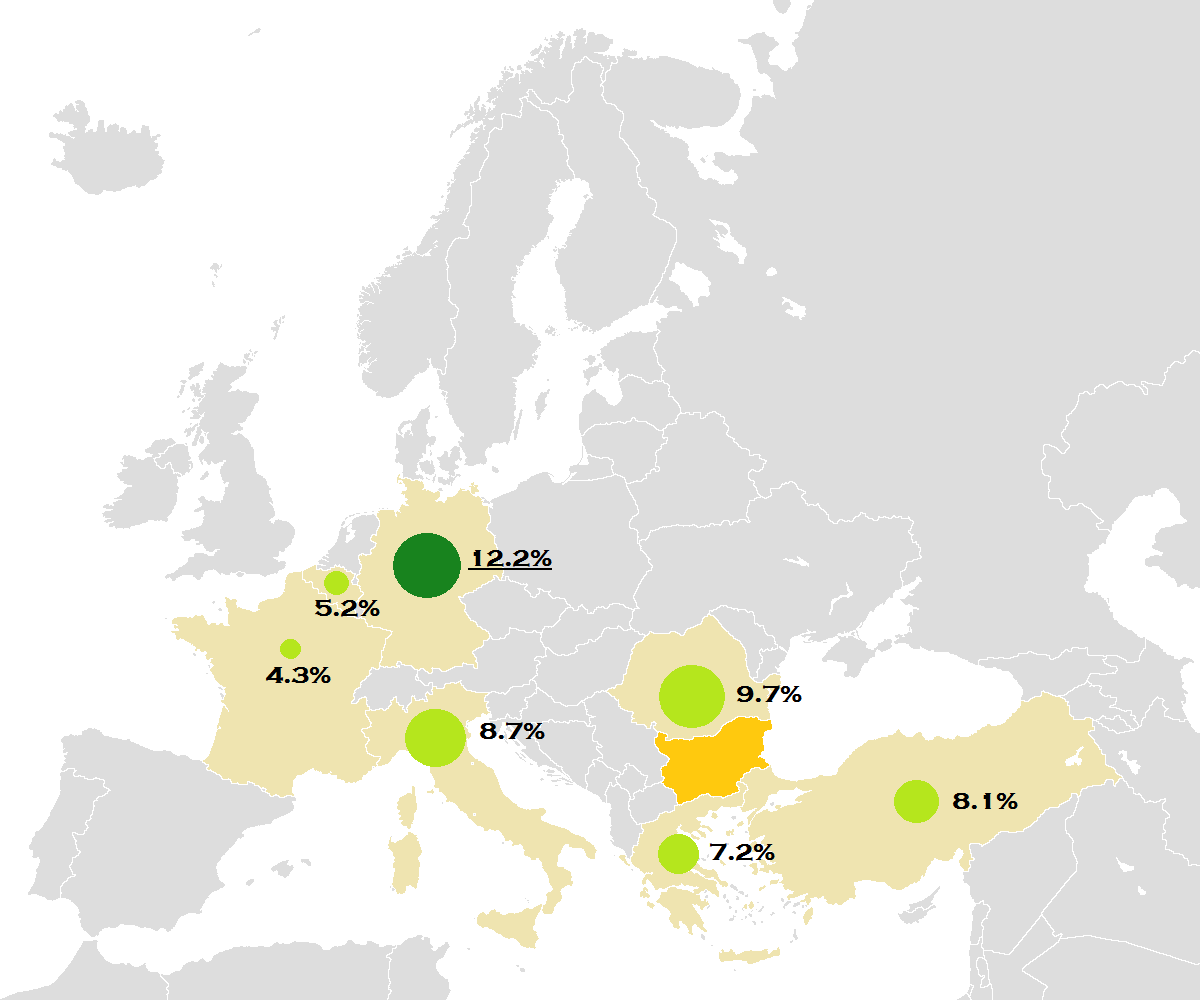
Export

Traditioneel is Bulgarije een landbouwland. Na de Tweede Wereldoorlog is het land door de communisten aanzienlijk geïndustrialiseerd. De belangrijke industrieën zijn de machinebouw, metaalbewerking, voedselverwerking, techniek en de productie van chemische producten, textiel en elektronica. De belangrijkste mineralen van Bulgarije zijn bauxiet, koper, lood, zink, steenkool, bruinkool, ijzererts, olie en aardgas.
De landbouw vertegenwoordigt meer dan 20 procent van het bruto nationaal product en stelt hetzelfde percentage van het aantal arbeidskrachten te werk. De belangrijkste gewassen zijn tarwe, koolzaad, graan, gerst, groenten en tabak. Druiven en ander fruit, evenals rozen, worden ook gekweekt, en de productie van wijn en brandewijn is belangrijk voor de economie.
Tot 1989 had het land een economie in de Sovjetstijl, waarin bijna alle landbouw en industriële ondernemingen door de staat beheerd werden. Een stagnerende economie, tekort aan voedsel, energie, en consumptiegoederen, een enorme buitenlandse schuld en verouderde en inefficiënte industriële complexen spoorden pogingen aan tot marktgerichte hervorming in de jaren negentig. De economie van Bulgarije zakte na 1989 door het uiteenvallen van de Sovjet-Unie aanvankelijk sterk in, waarbij de levensstandaard daalde met 40 procent.
De Bulgaarse munteenheid is de lev, die een vaste koers heeft ten opzichte van de euro: 1 euro = 1,95583 lev.

### Euro en Bulgarije
Sinds Bulgarije per 1 januari 2007 officieel lid is van de EU, mag het land beginnen met de voorbereiding voor toetreding van de euro als nationale munt. Vóór het zover is moet Bulgarije aan een groot aantal economische voorwaarden voldoen, de bankensector versterken en bovendien corruptie en de georganiseerde misdaad aanpakken. Sinds 2020, is de lev opgenomen in het Europees Wisselkoersmechanisme, een voorwaarde om de euro in te voeren. Op 1 januari 2026 voert Bulgarije de euro in.

## Bestuur en instellingen

### Politiek systeem

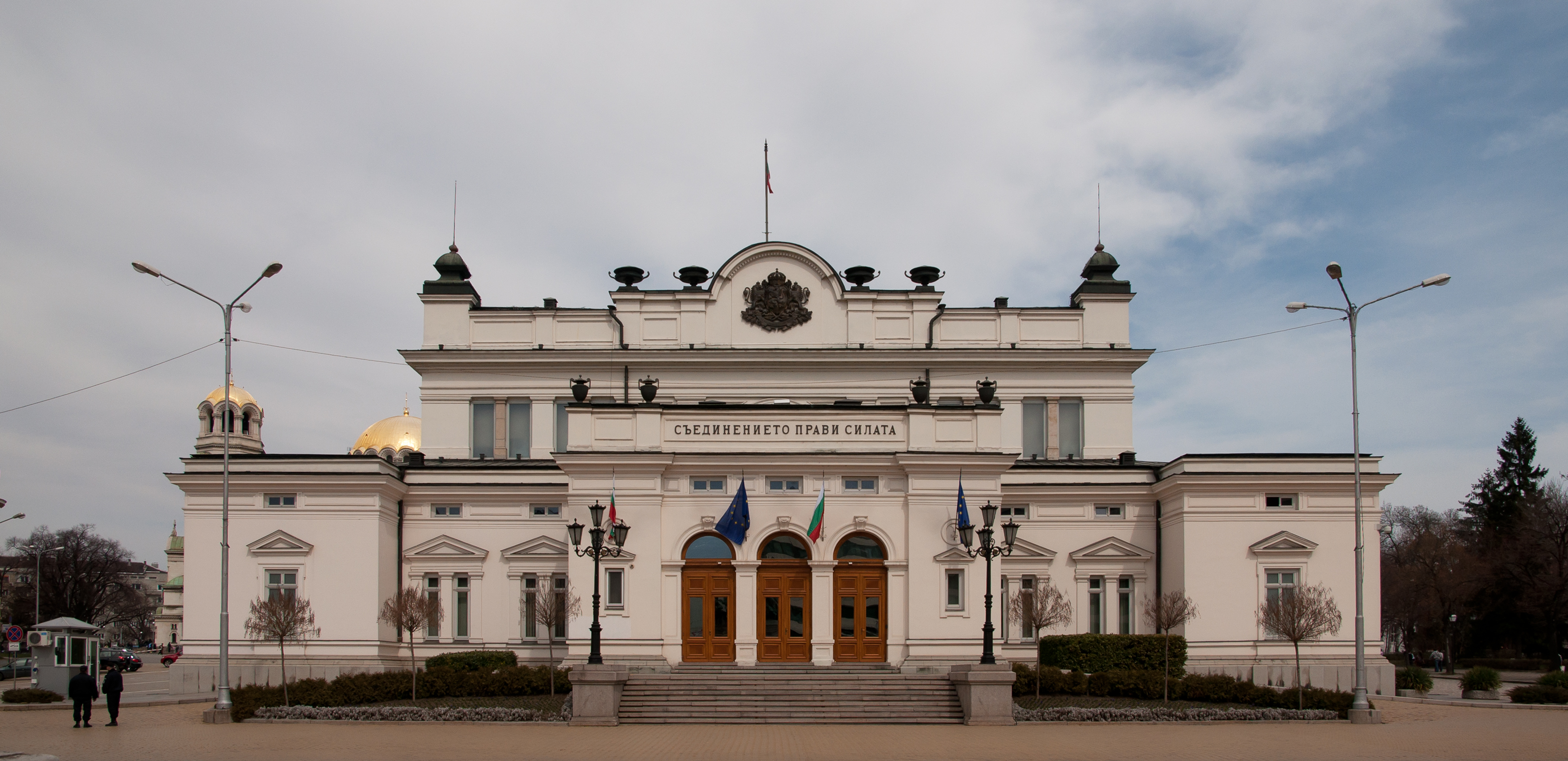
Het gebouw van de Nationale Vergadering

Bulgarije is een parlementaire democratie met als staatshoofd een president die elke vijf jaar rechtstreeks wordt gekozen. Sinds januari 2017 wordt deze functie bekleed door Rumen Radev die op 13 november 2016 is gekozen als opvolger van Rosen Plevneliev. De volksvertegenwoordiging bestaat uit één kamer, de Nationale Vergadering (Narodno Sobranie). Deze telt 240 leden die gekozen worden via algemeen en enkelvoudig kiesrecht voor een periode van vier jaar. De verkiezing van de Nationale Vergadering verloopt via het stelsel van evenredige vertegenwoordiging. De regering van Bulgarije wordt geleid door de premier; sinds 2025 is dit Rosen Zhelyazkov.

### Bestuurlijke indeling
Sinds 1999 bestaat Bulgarije uit 28 oblasten, die alle zijn genoemd naar de regionale hoofdstad. De nationale hoofdstad, Sofia, vormt een eigen district. Tussen 1987 en 1999 was het land onderverdeeld in negen grotere oblasten.
De oblasten zijn onderverdeeld in gemeenten (obsjtina, meervoud: obsjtini).

### Onderwijs
De instellingen van hoger onderwijs zijn de universiteiten van Sofia, Plovdiv, Veliko Tarnovo en Varna.
Het percentage inwoners met een tertiaire opleiding bedraagt 19,6% in 2011. Onder vrouwen (22,3%) is dit percentage hoger dan onder mannen (16,7%). De stad Sofia heeft het hoogste percentage inwoners met een tertiaire opleiding, gevolgd door de oblasten Varna en Plovdiv. In Kardzjali, Targovisjte en Razgrad hebben inwoners het minst vaak een tertiaire opleiding gevolgd.
Volgens de nationale volkstelling van 2011 zijn ongeveer 112.800 inwoners, ofwel 1,7% van de bevolking, analfabeet. Dit percentage varieert enorm per etnische groep: onder Bulgaren is dit percentage 0,5%, onder Turken 5,2% en onder Roma is dit percentage 14,5%. Het percentage analfabeten verschilt ook per oblast: van 0,4% in de stad Sofia en in oblast Pernik tot 5,2% in oblast Kardzjali en 5,7% in oblast Sliven.

## Verkeer en vervoer

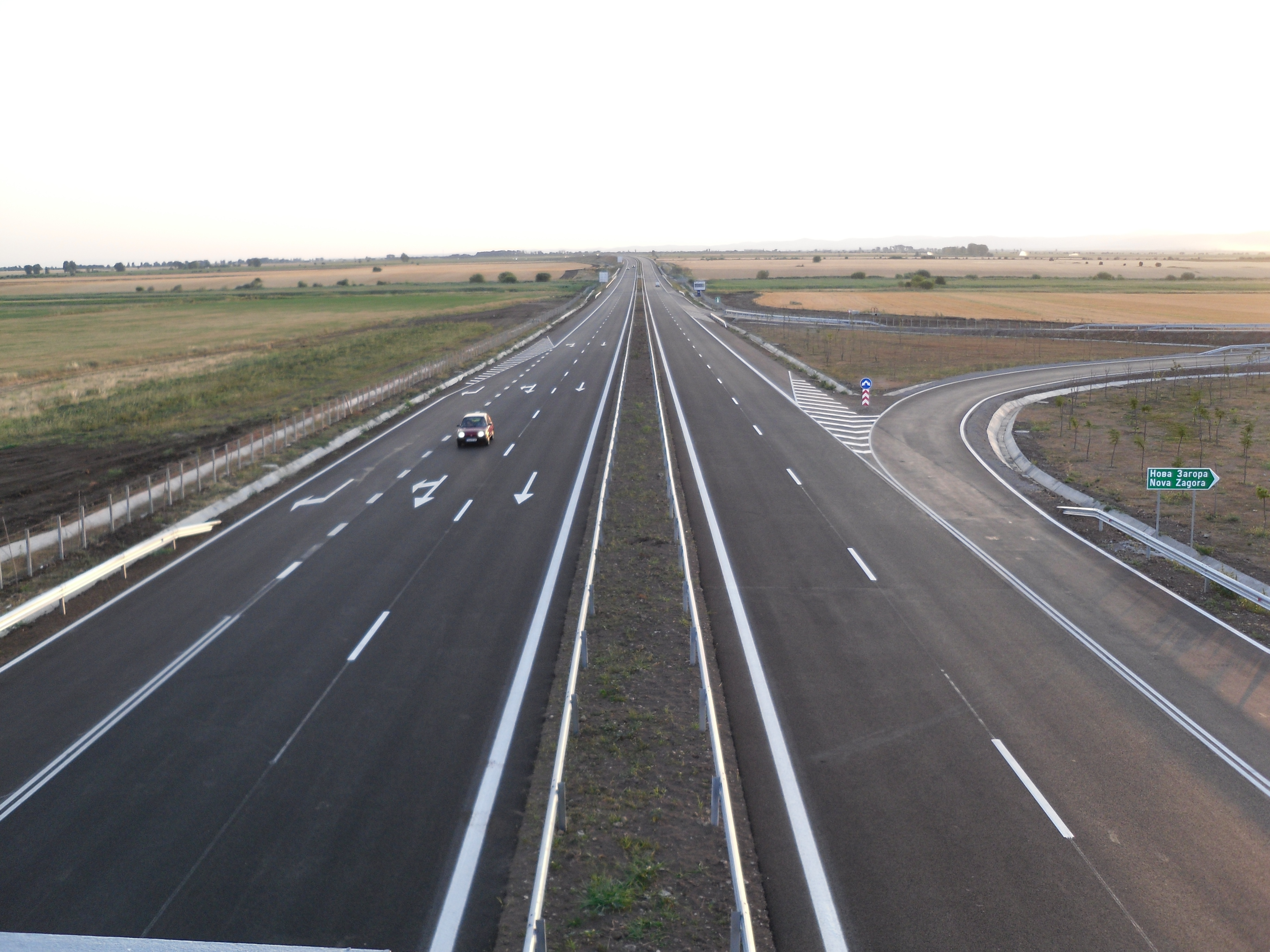
De Trakija-autosnelweg nabij Nova Zagora

Bulgarije is een doorvoerland tussen Midden-Europa en Turkije. Het land ligt aan vier pan-Europese transportcorridors. Tot corridor nr. IX behoort de oudste van de twee bruggen over de Donau naar Roemenië, de Vriendschapsbrug uit 1954. De tweede brug, Brug van het nieuwe Europa, werd opgeleverd in 2013 en maakt deel uit van corridor nr. IV.
Bulgarije beschikt over 4224 km spoorwegen: de eerste spoorlijn werd in 1866 aangelegd. De frequentie van de treinen is laag en voor het interlokale verkeer is de bus doorgaans sneller. Het plaatselijke busvervoer is in onafhankelijke stadsmaatschappijen ingedeeld; een kaartje van de ene stad is in de andere niet geldig.
Er zijn vier internationale luchthavens: in Sofia, Varna, Boergas en Plovdiv.
Bulgarije beschikt met Varna en Boergas over twee zeehavens aan de Zwarte Zee. De grootste binnenhaven bevindt zich bij Roese aan de Donau.
Bulgarije is bezig met het uitbreiden van een autosnelwegennetwerk, dat alle grote steden met elkaar zal verbinden.

## Cultuur
De Bulgaarse muziek is onder liefhebbers van wereldmuziek of volksmuziek bekend vanwege het voorkomen van onregelmatige maatsoorten. De Bulgaarse muziek heeft meerdere moderne muziekstijlen beïnvloed.
Bulgarijes voornaamste (klassieke) componist was Pancho Vladigerov, wiens werk in het land grote populariteit geniet. Het Conservatorium in Sofia is naar hem genoemd, alsmede een tweejaarlijks terugkerend muziekconcours in Sjoemen.
Onder meer de operazangers Nicolai Ghiaurov, Boris Christoff, Raina Kabaivanska, Ghena Dimitrova, Anna Veleva, de harpiste Anna-Maria Ravnopolska-Dean, alsmede de kunstenaars Christo, Jules Pascin, Vladimir Dimitrov hebben de cultuur van Bulgarije in het buitenland bekend gemaakt.
De Bulgaren gebruiken het cyrillisch alfabet. Methodius en Cyrillus van Saloniki die het alfabet ontwikkelden zijn bekende personen in de geschiedenis van Bulgarije. Ze kwamen uit Thessaloniki, dat destijds tot het Bulgaarse rijk behoorde.
In Bulgarije is volkspop, ook wel 'chalga' genoemd (uitgesproken als 'tsjalka'), populair. Chalga staat volledig los van traditionele muziek en bevat zowel Arabische, Turkse, Romani en Griekse invloeden. Volkspop is vergelijkbaar met 'manele' uit Roemenië, arabeskpop uit Turkije en 'turbofolk' in Servië. Het dansritme wordt 'kuchek' genoemd en bestaat ook in de andere delen van de Balkan. De meeste chalga-muzikanten zijn etnische Roma of Turken. De populairste chalgazangers zijn: Azis, Toni Storaro en zijn zoon, Andrea, Anelia, Galin, Preslava, Sofi Marinova en Gergana.

### UNESCO-werelderfgoed

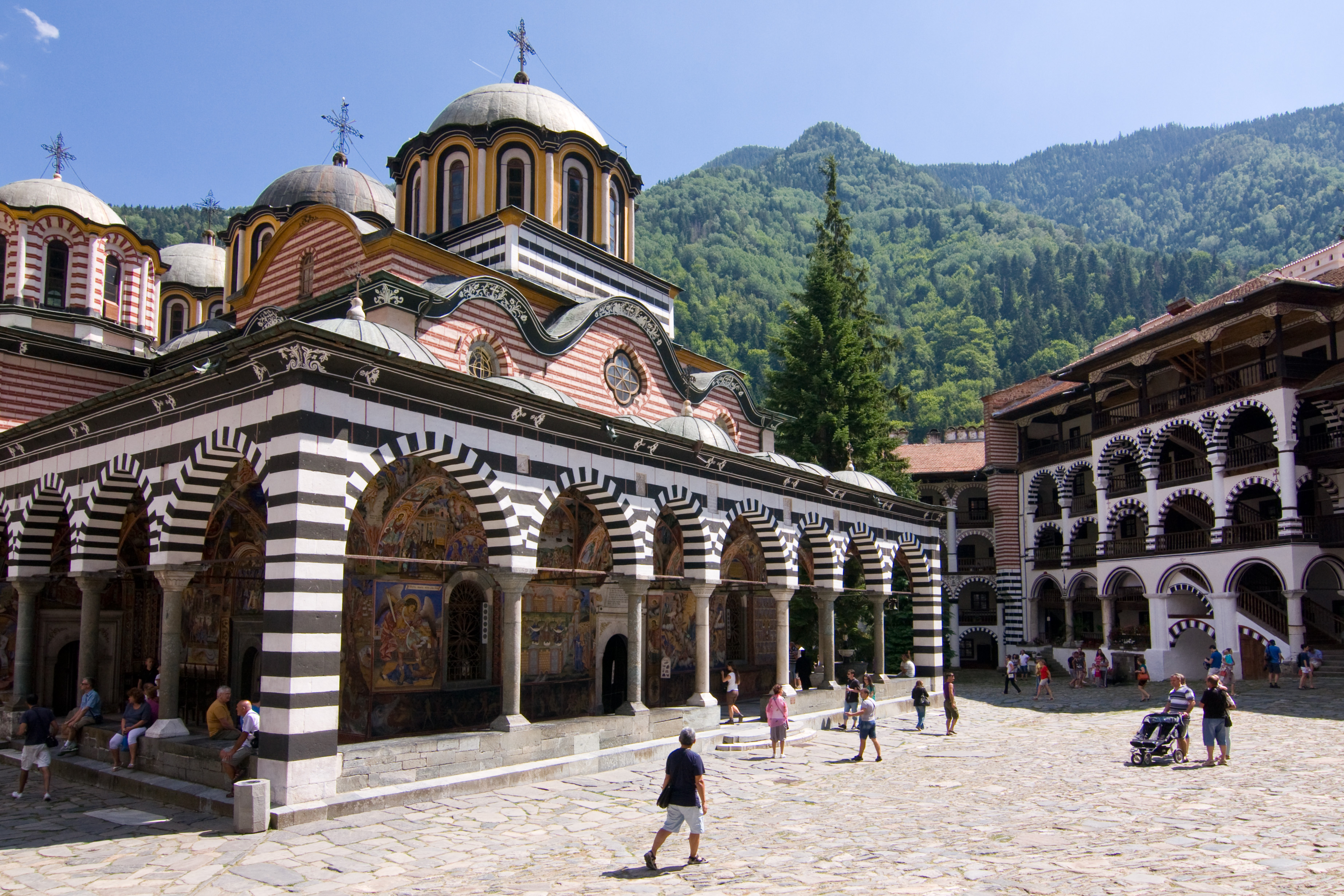
Rilaklooster
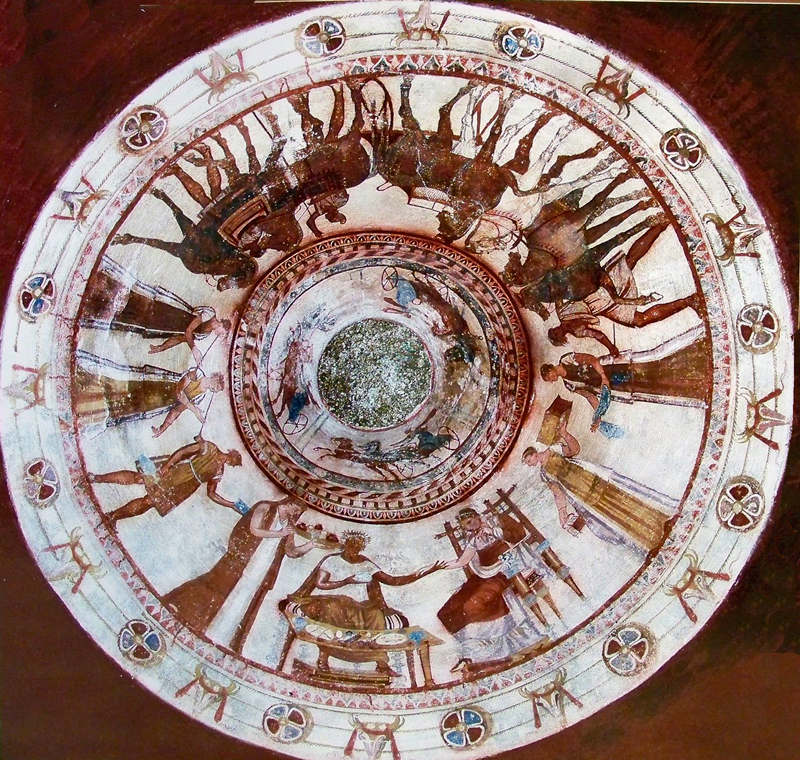
Thracisch graf van Kazanlak
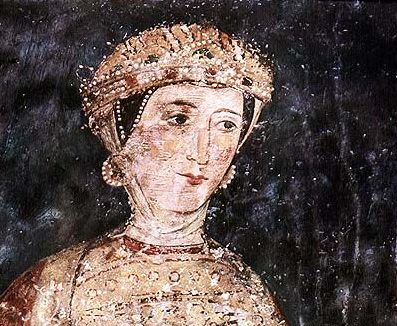
Kerk van Bojana
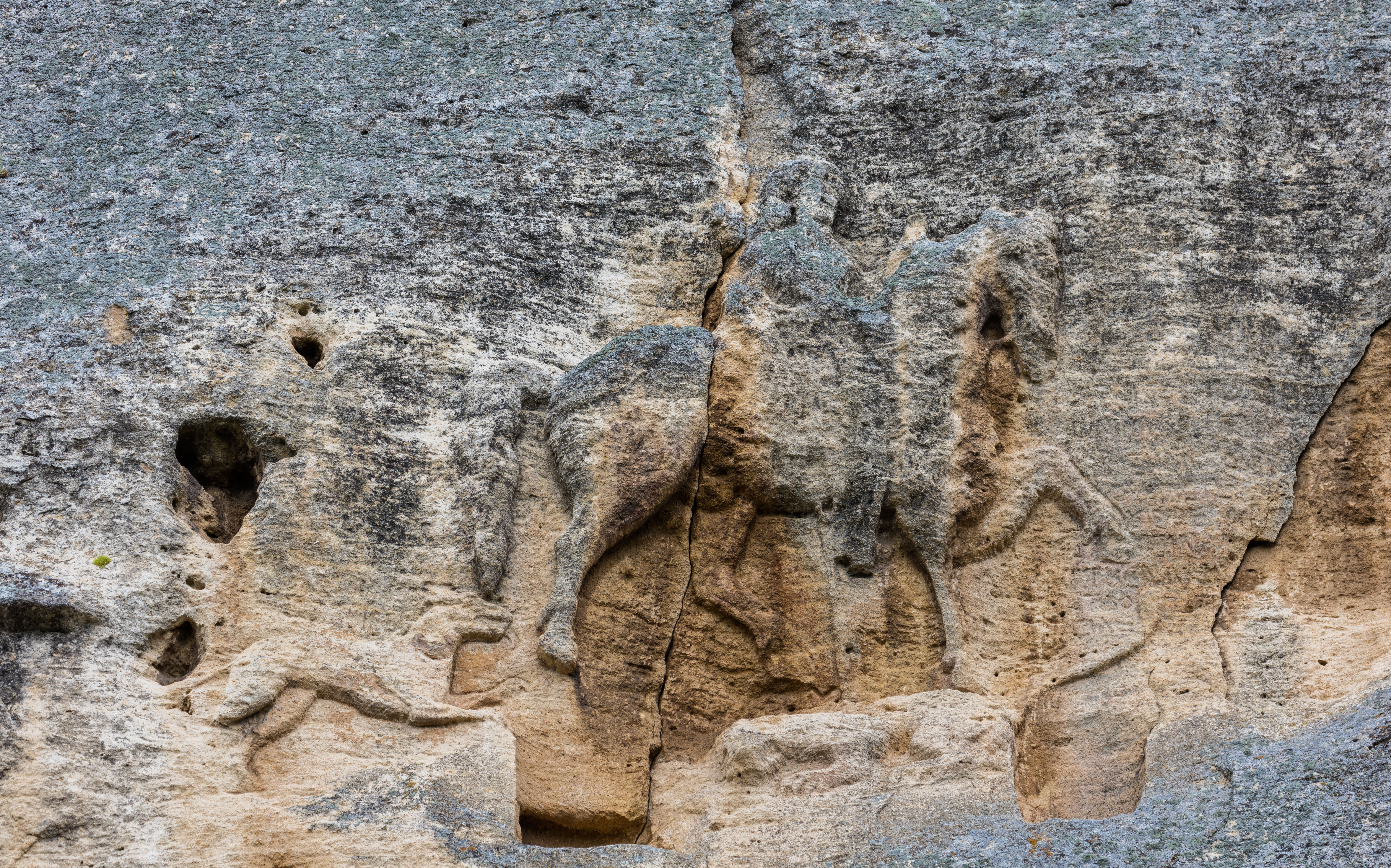
Ruiter van Madara
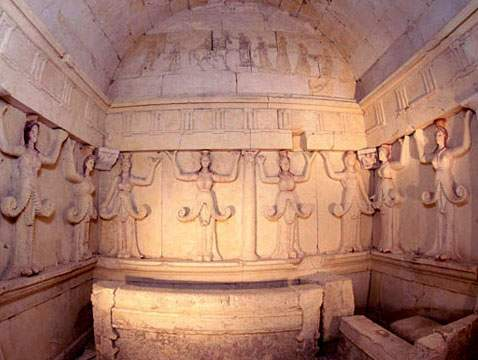
Thracisch graf van Sveshtari
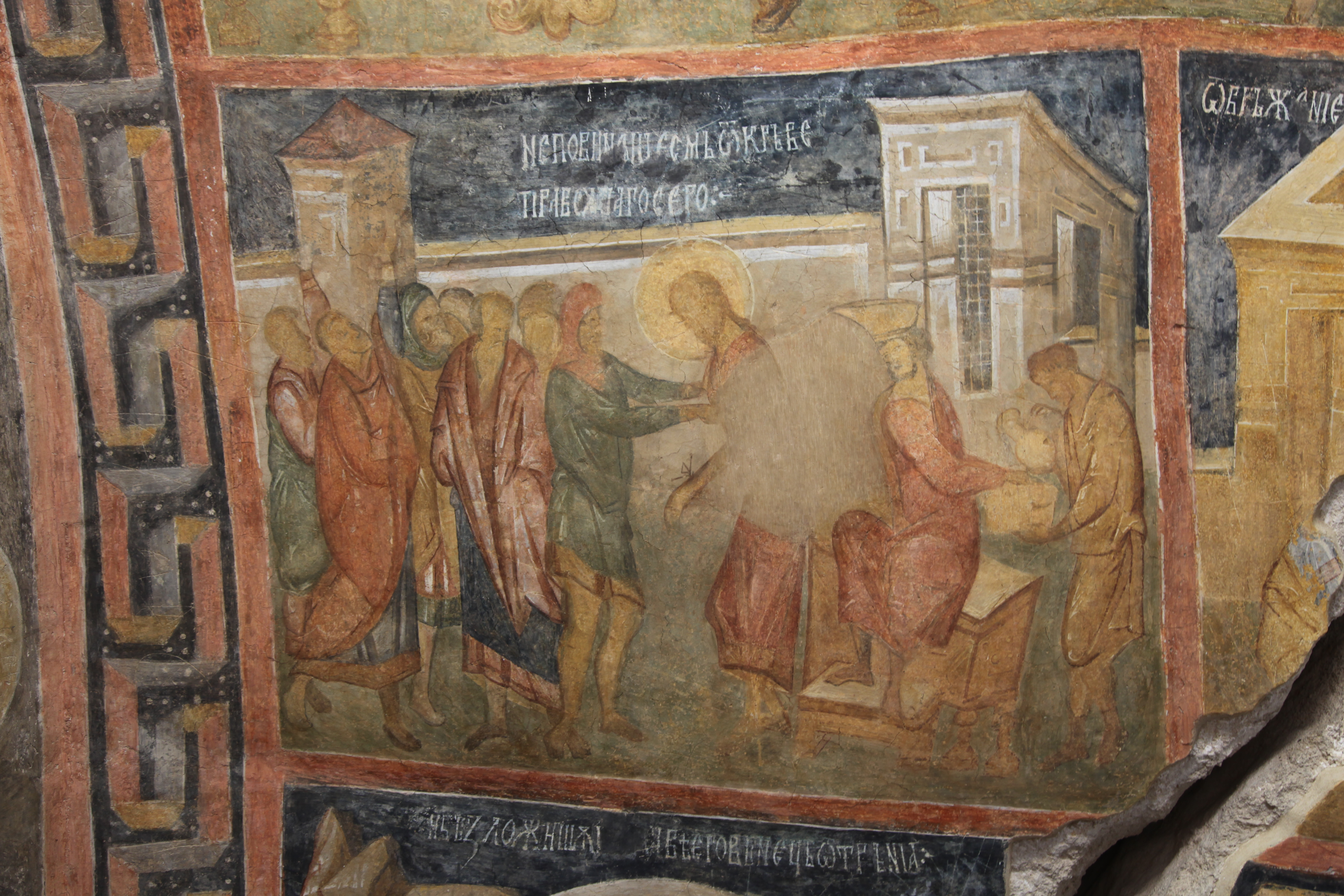
Rotskerken van Ivanovo
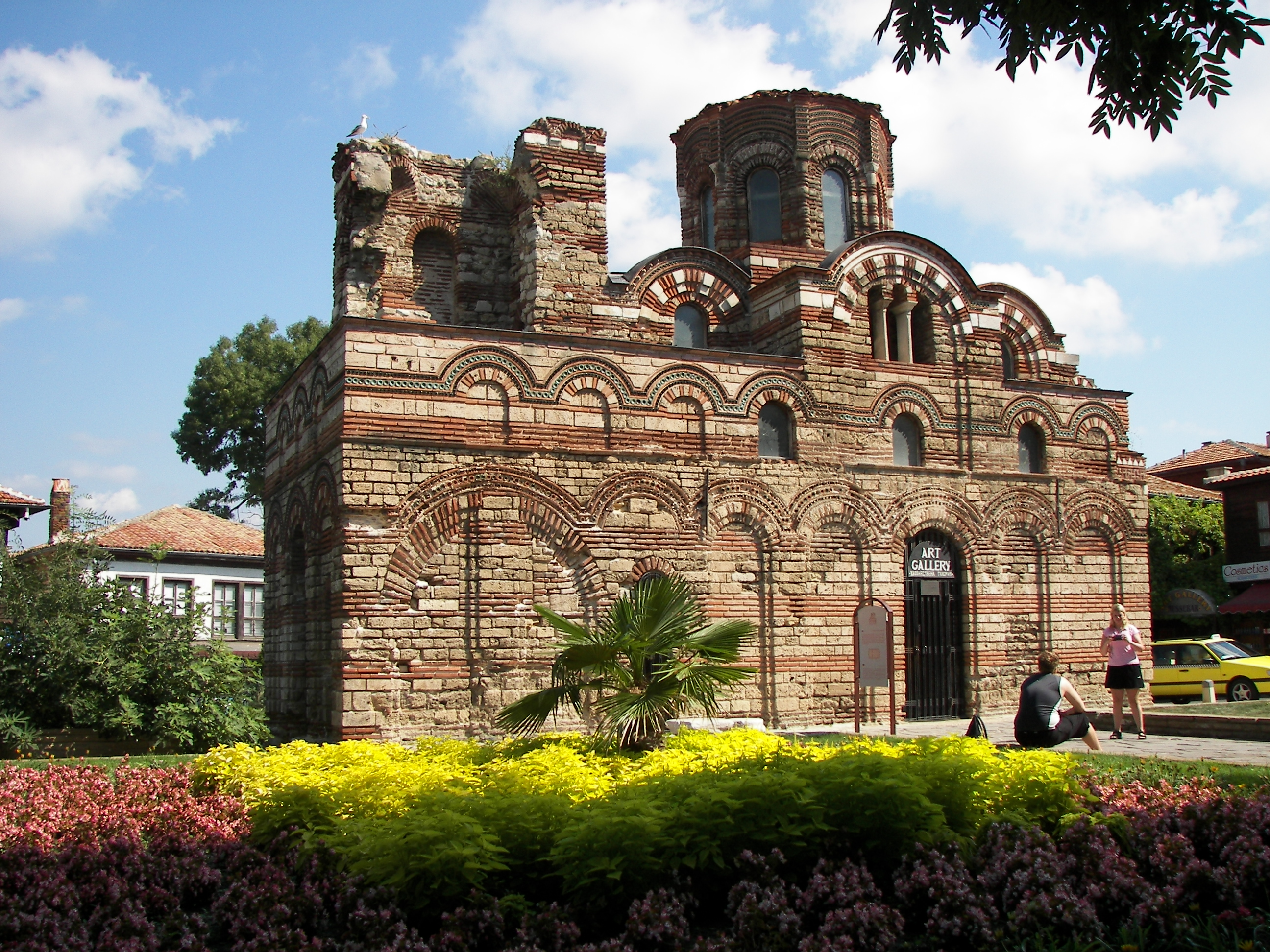
Nesebar
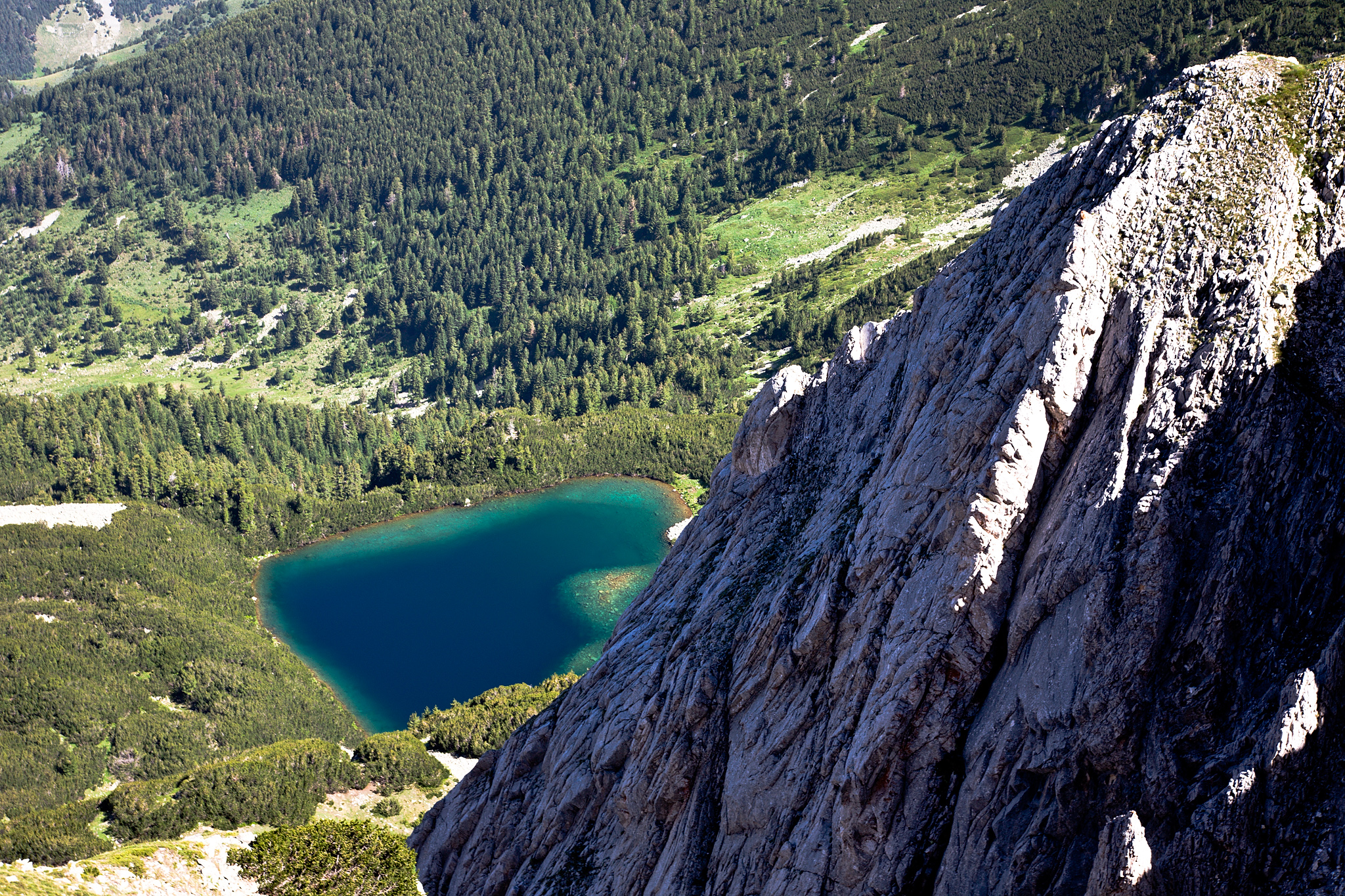
Nationaal park Pirin
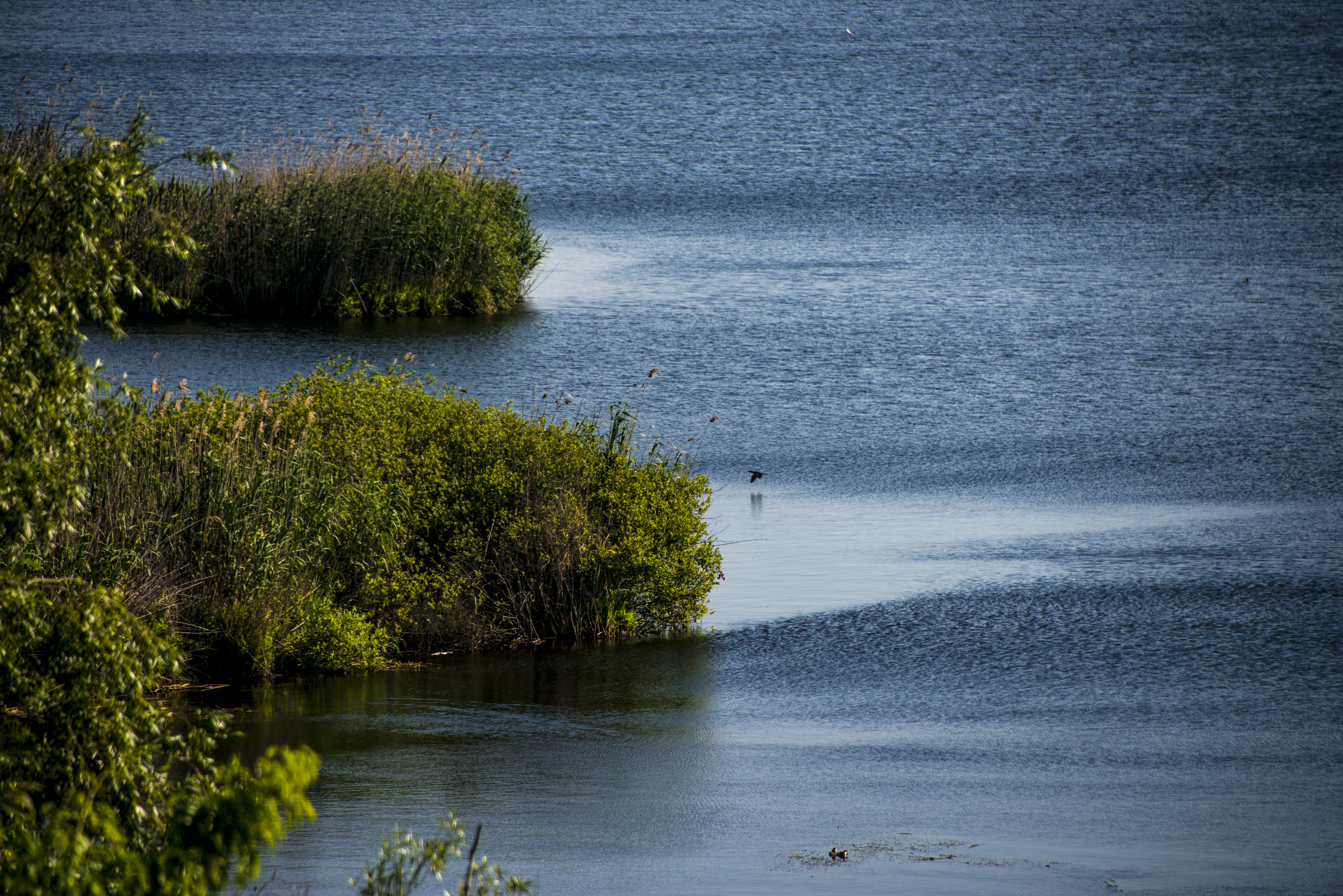
Srebarna
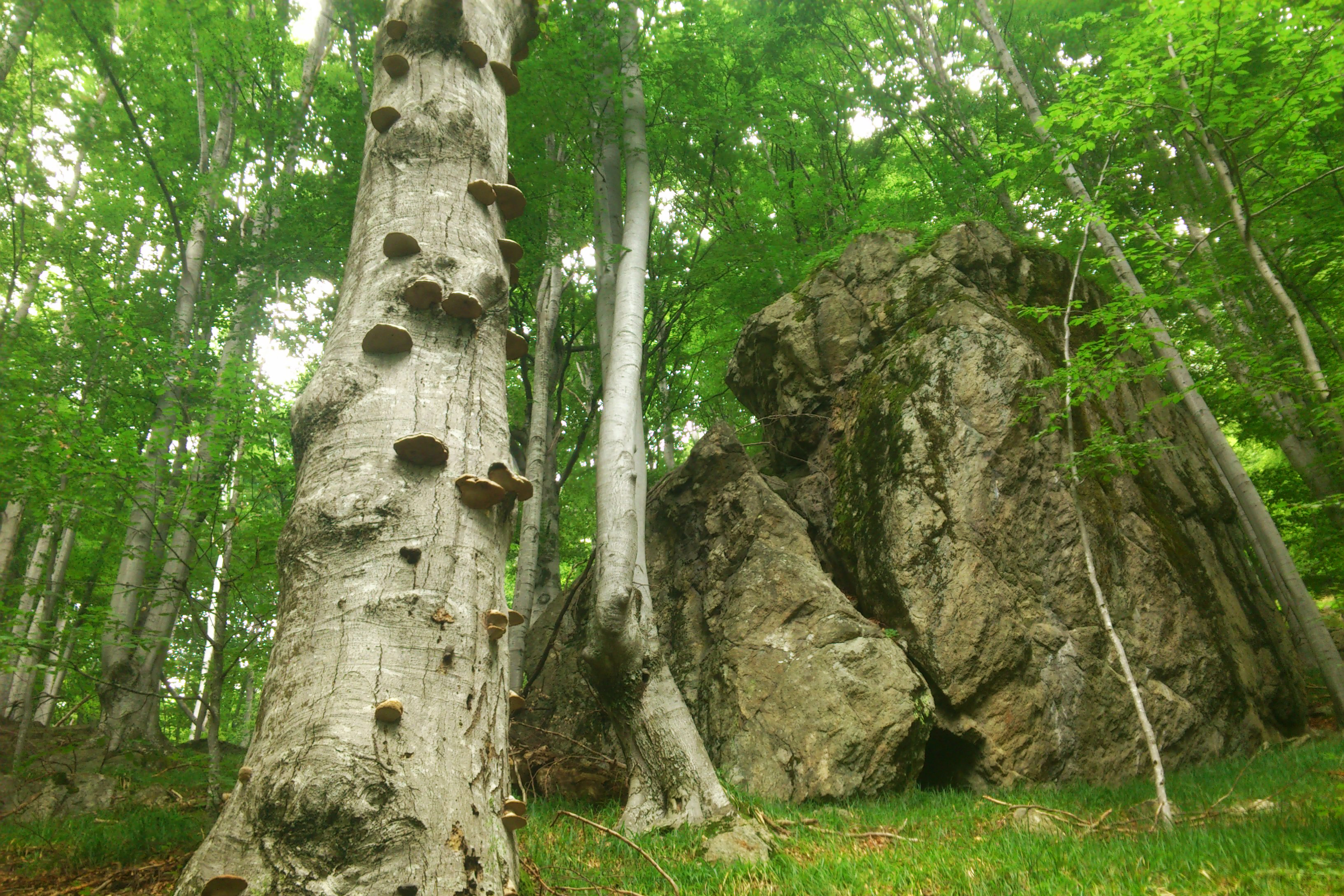
Beukenbossen in de Centrale Balkan